# 喬爾諾拜
49°40′28″N 32°19′48″E / 49.67444°N 32.33000°E
喬爾諾拜（烏克蘭語：Чорнобай），又按俄语名译为切尔诺拜，是位於烏克蘭中部的市級鎮，由切爾卡瑟州佐洛托諾沙區的喬爾諾拜市鎮負責管轄，亦曾是喬爾諾拜區被撤銷前的行政中心。該鎮始建於1656年，面積87.43平方公里，海拔高度121米，2022年人口6,878，人口密度每平方公里90.48人。